# Irina Michailowna Fedotowa
Irina Michailowna Fedotowa (russisch Ирина Михайловна Федотова; * 15. Februar 1975 in Krasnodar) ist eine ehemalige russische Ruderin. Sie war 1998 die erste russische Ruderweltmeisterin der nachsowjetischen Ära.

## Karriere
Fedotowa war bei den Junioren-Weltmeisterschaften 1992 im Einer Zweite hinter der deutschen Katrin Rutschow. 1994 nahm Fedotowa erstmals an Weltmeisterschaften in der Erwachsenenklasse teil und belegte mit dem russischen Doppelvierer den fünften Platz, im Jahr darauf fuhr das Boot auf den sechsten Platz. Bei den Olympischen Spielen 1996 in Atlanta verpasste das Boot das A-Finale und belegte in der Endabrechnung den siebten Platz. Nach zwei zweiten Plätzen im Weltcup 1997 erreichte der russische Doppelvierer den vierten Platz bei den Weltmeisterschaften 1997. 
1998 wechselte Fedotowa in den Einer, sie siegte bei allen drei Weltcupregatten und gewann die Goldmedaille bei den Weltmeisterschaften in Köln. Dies war der erste Weltmeistertitel der Russischen Föderation im Rudern überhaupt, auch bei den letzten Titeln der sowjetischen Ruderer 1990 und 1991 saß kein Russe im Boot. Nach zwei weiteren Weltcupsiegen 1999 endete Fedotowas Siegesserie bei der dritten Weltcupregatta in Luzern, bei den Weltmeisterschaften in Kanada belegte sie den vierten Platz.  
Nachdem die Weltcupsaison 2000 mit einem zweiten und einem vierten Platz im Einer eher durchwachsen verlaufen war, wechselte Fedotowa für die Olympischen Spiele 2000 zurück in den Doppelvierer, der dann bei der Olympiaregatta bei Sydney die Bronzemedaille gewann. Nach einem Jahr Pause kehrte Fedotowa 2002 im Doppelzweier zurück auf die Regattastrecken. Zusammen mit Larissa Merk gewann Fedotowa hinter dem neuseeländischen Boot die Silbermedaille bei den Weltmeisterschaften 2002. 2003 siegten die Neuseeländerinnen vor dem deutschen Boot, Merk und Fedotowa erhielten die Bronzemedaille. 
Bei den Olympischen Spielen 2004 trat Irina Fedotowa wieder im Einer ein, als Siegerin des B-Finales belegte sie in der Gesamtwertung den siebten Platz. 2005 siegte Fedotowa mit dem russischen Doppelvierer beim Weltcup in Luzern, bei den Weltmeisterschaften in Gifu erruderte das Boot die Bronzemedaille. Nach zwei Jahren ohne internationale Erfolge beendete die 1,81 m große Irina Fedotowa ihre Karriere 2007.